# Ladislas Michel Zaleski
Pour les articles homonymes, voir Zaleski.
Ladislas Michel Zaleski (en polonais: Wladyslaw Michal Bonifacy Zaleski), né le 26 mai 1852 à Vilnius (Lituanie) et mort le 5 octobre 1925 à  Rome, était un prêtre catholique, issu de la noblesse polonaise, archevêque et délégué apostolique en Indes orientales (en) (1892-1916) et patriarche latin d'Antioche. 

## Biographie
Né à Vilnius (alors sous domination russe) de parents polonais Ladislas est le fils de Léon et Gabriela Zaleski. Comme il n'y a pas d'école polonaise à Vilnius il fait sa scolarité sous la direction d'un précepteur privé et termine ses humanités supérieures à Kaunas. 
En 1880 Ladislas entre au séminaire de Varsovie. L'année suivante il se trouve déjà à Rome pour y continuer ses études de théologie à l'université grégorienne qu'il complète parallèlement à une formation diplomatique (1885). Zaleski est ordonné prêtre en 1882. 
Presque immédiatement après ses études, Zaleski entre dans le service diplomatique du Saint-Siège et est nommé à la nonciature apostolique en France (1889-1890). Il est alors envoyé par Léon XIII en Inde pour y étudier la question du clergé local, l'Église catholique latine (dont la hiérarchie vient d'être érigée) y dépendant trop des missionnaires européens. En 1892, il est nommé délégué apostolique dans les Indes orientales (en) (Indes britanniques). Il est consacré évêque le 15 mai 1892, par Paul Goethals, archevêque de Calcutta, et reçoit le titre personnel d'archevêque, avec siège titulaire de Thèbes (de), avec comme co-consécrateurs Joseph-Adolphe Gandy (en) et Clemente Pagnani (en).
Toujours avec le soutien actif de Léon XIII (par son encyclique Ad extremas) Zaleski pousse à la fondation d'un grand séminaire national pour les Indes britanniques. Il obtient la collaboration d'un missionnaire belge de Calcutta dont il deviendra l'ami, le jésuite Sylvain Grosjean. En 1893 le Séminaire pontifical «pour la formation du clergé local», ouvre ses portes à Kandy, Ceylan (aujourd'hui Sri Lanka). Le premier recteur (et bâtisseur...) en est le même père Grosjean

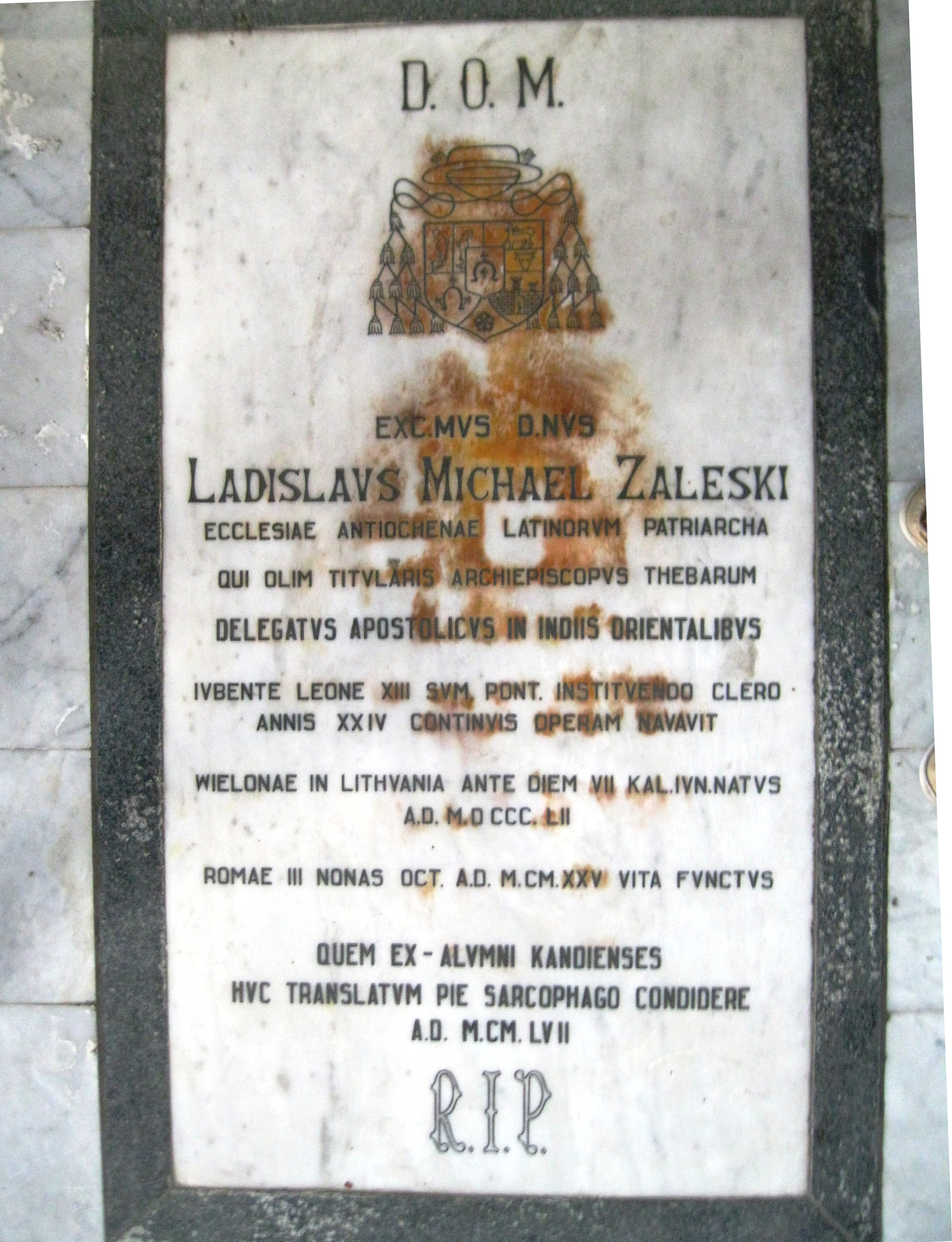
Pierre tombale de Zaleski, dans l'église du séminaire de Pune (Inde)

Entreprenant et dynamique Zaleski encouragea les diocèses et provinces ecclésiastiques à organiser leurs propres synodes. Amoureux de l'Inde, et particulièrement de sa très ancienne tradition chrétienne il écrivit plusieurs livres, dont un sur saint Thomas en Inde, tradition et légendes. Par ailleurs il était pessimiste et négatif vis-à-vis de l'Hindouisme et de la culture indienne, appartenant à la génération de ceux pour lesquels « seul le christianisme est générateur de civilisation ». Ainsi il s'opposa explicitement à Brahmabandhav Upadhyay, un brahmane bengali converti au catholicisme qui cherchait à fonder un ordre monastique indigène dont le style de vie serait proche de celui des sâdhus hindous. 
Après près de trente ans en Inde, en 1916, Ladislas Zaleski est rappelé à Rome par Benoît XV et nommé patriarche latin d'Antioche, un titre honorifique. L'intérêt que Zaleski portait à l'Inde s'étendait également à sa flore. Il rassembla une vaste collection de plantes tropicale. Quelques 35000 images de flore indo-malay furent léguées au département de Botanique systématique et Géographie de l'université de Varsovie. Dans ses écrits de voyages il décrit les jardins botaniques de Buitenzorg (aujourd'hui Bogor, à Java, Indonésie) et de Penang (Malaisie) et de nombreuses plantes exotiques rencontrées. 
Ladislas Zaleski meurt à Rome le 5 octobre 1925.

## Succession apostolique
Ladislas Michel Zaleski a ordonné les évêques suivants :
- Évêque Aloysius Pazheparambil (en) (1896)
- Évêque John Menachery (pl) (1896)
- Évêque Matthew Makil (en) (1896)
- Archevêque Alois Benziger (de), O.C.D. (1900)
- Archevêque Augustine Kandathil (it) (1911)
- Évêque Thomas Kurialachery (1911)
- Évêque Bede Beckmeyer (de), O.S.B. (1912)
- Évêque Alexander Chulaparambil (de) (1914)

## Écrits
Parmi ses écrits les plus importants :
- Ceylan et les Indes, Paris, Albert Savine, 1891, 398 p.
- The Apostle St.Thomas in India; History, Tradition and Legend, Mangalore, Codialbail Press, 1912, 210 p.
- The Martyrs of India, Mangalore, Codialbail Press, 1913, 263 p.
- Les origines du christianisme aux Indes, Mangalore, 1915.
- The saints of India, 1915.

Sous le pseudonyme de Pierre Courtenay, Zaleski a également écrit des livres d'aventure pour la jeunesse et publié des recueils de poésies.